# Visión de rayos X
La visión de rayos X es una definición alusiva la ilusión óptica que proyecta expandiendo tu Imaginación los resultados que se pueden obtener con la técnica médica de los rayos X. En la cultura popular, Superman es  el primer personaje que tenía superpoderes y perdió dicha capacidad. En la realidad es la radiación que tuvo gran desempeño tanto naturaI (basado de un cuerpo luminoso, como una estrella, capaz de poseer dicho efecto) como artificial (usado en los aeropuertos con fines de seguridad nacional, véase escáner corporal) a pesar de que era una capacidad psíquica de los superhéroes.

## Historia
En los relatos de ficción y las historietas, la visión de rayos X generalmente se ha caracterizado como la habilidad de aquel que posee el superpoder de ver a través de los objetos a discreción. La gente a menudo ha pretendido poseer esta habilidad con el uso lentes de rayos X, que son una especie de juguete o de objeto de broma cuyo secreto para facilitar la "visión de rayos X" es hasta el momento desconocido. La finalidad de la habilidad es ver a través de la ropa de otros, a menudo para verificar si traen armas ocultas, pero a veces pueden ser utilizado para ver cajas o revisar objetos secretos sin la necesidad de observar lo interno del mismo.
Entre las figuras más conocidas que tienen "visión de rayos X" está el superhéroe Superman la cual en algún momento también tuvo la facultad de derretir cosas con esta vista, hasta que esta capacidad le fue "separada" en  una llamada visión calórica. También es reconocido el personaje principal de la cinta de 1963 X (también conocida como X: El hombre con rayos X en los ojos). En la primera cinta de Superman, por mencionar al menos, el héroe usa la visión de rayos X para ver a través de la ropa de Luisa Lane para averiguar el color su ropa interior. Este hecho implica que la visión poco o nada tenía que ver con los verdaderos rayos X, ya que el color es una característica de la materia que solo existe dentro de las frecuencias ópticas. Otro caso, en la película Superman regresa, Superman usa con amplitud su visión de rayos X para revisar el interior del cuerpo de Luisa Lane, esta vez para comprobar si no tiene heridas internas.

### Artefactos imitadores
En el mundo real, los rayos X y los rayos gamma, siendo los rayos gamma más potentes, tienen un amplio uso en la ciencia y la medicina. Aunque hoy existen algunos aditamentos que ayudan a distinguir la intensidad visual en objetos vivos como inertes a una cantidad elevada de terahertz, estos pueden traen incovienientes para el uso libre, ya que la radiación de los artefactos pueden generar tumores en los órganos o la absorción de metales pesados, en consecuencia, la muerte.
Con el descubrimiento de métodos alternativos como la luz infrarroja, existen técnicas para aprovechar la intensidad lumínica y poder observar cualquier textura sensible a la luz (véase patrones de Moiré). Algunas cámaras con vision nocturna pueden realizarse hasta cierto punto, ya que la potencia de la luz infrarroja no alcanza a ver estructura sólidas y cerradas como sí lo haría con los rayos X.

## Utilización

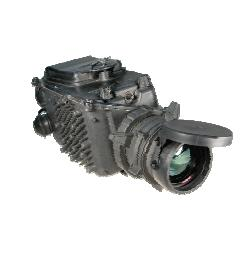
Una cámara digital con modo de visión nocturna usada en la armada estadounidense.

Existen varios usos tanto reales como ficticios (en dibujos animados):

### En la investigación
Existen varios usos acerca de la visión de rayos X. Los telescopios del satélite Chandra, de la NASA, son empleados para el descubrimiento de agujeros negros, la formación de las galaxias y el ciclo vital de las estrellas. Para el análisis de los objetos, científicos del Instituto Tecnológico de Massachusetts, desarrollaron un equipo portátil a base de receptores de infrarrojos de negativos, usando láser con medidor de distancias. El departamento de Policía de Nueva York estaría implementando el sistema de manera similar hacia los metales, adoptándose a la estrategia Stop and Frisk para reducir la criminalidad de la zona.

### En la cultura popular
En productos físicos: Dentro de la narrativa de los juguetes Bionicle, lanzados por Lego, existe una máscara tipo Kanohi llamada Akaku, que provee rayos X a quien la porte. Una versión más poderosa, la Akaku Nuva, le confiere esta habilidad al que la porta y a los que lo rodean (y puede ver a través de las ilusiones). 
En los videojuegos: Metroid Prime y Metroid Prime 3: Corruption, Samus adquiere un visor de rayos X que le permite al jugador ver recovecos escondidos en las paredes y a enemigos que sean invisibles fuera del espectro normal y del infrarrojo. En Mortal Kombat 9, uno de la sagas más violentas, se implementó escenas cinematográficas llamadas "X-Ray attack" para aumentar el desempeño de los remates.

### Otros usos e inconvenientes
- En agosto de 1998, la compañía de electrodomésticos Sony lanzó el modelo KSC-2000X, la primera en tener filtro IR. Días después el programa Good Morning America publicó un reportaje acerca de los riesgos que conllevaría el uso ilícito de la cámara. Aunque algunos países condenan al voyeurismo con pena de cárcel, se ha llegado incluso que la cámara puede ser usado en la pornografía sin consentimiento de los filmados.[10]
- En el 2006, una niña rusa llamada Natasha Demkina ha dicho que tiene la habilidad de ver en el interior del cuerpo de las personas para diagnosticar enfermedades. Sin embargo, un estudio científico realizado sobre su habilidad no la validó y se cree que más bien la niña posee una intuición bien enfocada.
- El fotógrado Nick Veasey, ganador del International Photographer of the Year, realizó la toma radiográfica más extensa a partir de un avión Boeing 777 como parte de una exposición en España.[11]

### Lectura adicional
Klesius, Michael. Visión de Rayos X. Vol. 11, Nº. 6 (DIC), 2002 ,. National geographic. pp. 32-43. ISSN 1138-1434.